# Frédérick Lavoie
Frédérick Lavoie (né en 1983 à Chicoutimi) est un journaliste indépendant et écrivain québécois. Son livre Avant l’après : Voyages à Cuba avec George Orwell (d) (2018) a remporté le Prix du Gouverneur général : études et essais de langue française.

## Œuvre

### Livres
Lavoie a publié plusieurs livres aux éditions La Peuplade et Somme Toute.
- 2023: Troubler les eaux.
- 2018: Frères amis, frères ennemis: Correspondances entre l'Inde et le Pakistan (avec Jasmin Lavoie)
- 2018 : Avant l’après : Voyages à Cuba avec George Orwell[3]
- 2015 : Ukraine à fragmentation (d)
- 2012 : Allers simples : Aventures journalistiques en Post-Soviétie (d)

### Télévision
En 2014, avec Charles-Antoine Crête (d), Frédérick Lavoie tient la barre de la série documentaire À table avec l'ennemi (d), une adaptation de la série norvégienne Til bords med fienden (no).